# Utpaladynastie
De Utpaladynastie was een koninklijke dynastie die Kasjmir en omringende gebieden regeerde in de 9e en 10e eeuw. De dynastie zag een nieuwe bloei van handel en cultuur, hoewel de politieke macht van Kasjmir in deze tijd niet zo groot was als die van de voorgaande Karkotadynastie.
De stichter van de Utpaladynastie, Avantivarman, regeerde tussen 855 en 883. Hij was daarvoor eerste minister onder de laatste radja's van de Karkotadynastie. Tijdens zijn regering richtte hij zich vooral op het herstellen van de irrigatie en het stimuleren van handel en kunst. Zijn zoon Samkaravarman (regeerde 883-902) was een ander soort heerser. Samkaravarman onderwierp de Punjab en delen van de Himalaya opnieuw aan het gezag van Kasjmir en maakte de Shahikoning Lalliya (regeerde tussen 870 en 902 vanuit Udabhanda) tot zijn vazal door de stad Kabul te veroveren. Hij vervolgde boeddhisten, met name om het tempelgoud in zijn bezit te krijgen. Door de zware belastingen die hij hief was hij ook onder de brahmanen en boerenbevolking geen geliefd heerser.
Na de dood van Samkaravarman volgden enkele zwakke heersers, terwijl de weduwe van Samkaravarman, Sugandha, achter de schermen de macht in handen hield. Corrupte bestuurders en een mislukte rijstoogst vanwege overstromingen in 917-918 zorgden voor grote ontevredenheid onder het volk. In 939 schoof Sugandha een nieuwe koning naar voren, Yassaskara (939-948), die niet verwant was met de Utpaladynastie.